# Vodní nádrž Kožichovice
Vodní nádrž Kožichovice, též přehrada Markovka, je retenční nádrž dokončená v roce 1991 při stavbě nedaleké silnice na Markovce, mezi Kožichovicemi a Stříteží u Třebíče. Její objem je 715 tisíc m3 a je ohrazena 300 metrů dlouhou a 16 metrů vysokou hrází, po které vede silnice II/351.
Vodní nádrž slouží především k rekreaci a také rybářům. V zimě bývá vyhledávána bruslaři a otužilci. Přehrada je snadno dostupná, neboť po její hrázi vede silnice II/351 z Třebíče na Dalešice a jadernou elektrárnu Dukovany.
Vodní nádrž byla v roce 2016 vypuštěna a měla být opravena, napuštěna měla být opět v roce 2020. Opravy začaly v říjnu 2018. Náklady na opravy, které vyčíslil majitel přehrady česká společnost Lesy ČR, mají dosáhnout k 34 milionům Kč. Po opravě má být objem nádrže 618 tisíc m3, při běžných podmínkách má nadržení nádrže trvat 180 dní. Plný stav by tak měl být dosažen v roce 2022. Napouštět by se měla začít v březnu roku 2020. Celková cena stavby dosáhla 36,7 milionu Kč.
Mezi Moravským rybářským svazem a majitelem nádrže Lesy ČR probíhá v roce 2020 spor, zda jde o vodní tok či o rybník, na rybníce je nutné platit nájem za revír, na vodním toku nikoliv.